# Ästchen-Zwergschwindling
Der Ästchen-Zwergschwindling oder kurz Ästchen- bzw. Astschwindling (Collybiopsis ramealis, Syn. Marasmiellus ramealis, Marasmius ramealis) ist eine Pilzart aus der Familie der Omphalotaceae. Er besiedelt abgestorbene Ästchen und Zweige von Laub- und Nadelhölzern und bildet dort meist zwischen Juni und Oktober kleine, weißliche bis creme-graue Fruchtkörper. Der gesellig auftretende Blätterpilz ist ungenießbar.

## Merkmale

### Makroskopische Merkmale
Der Hut ist 0,5–1,5 cm breit, erst halbkugelig, bald gewölbt bis ausgebreitet und im Alter schwach genabelt. Die weißliche bis blass lederfarbene oder fleischbräunliche Oberfläche ist trocken und matt und in der Mitte oft etwas dunkler gefärbt. Der Rand ist scharf und feucht runzelig gerieft. Die breit angewachsenen, untermischten Lamellen stehen ziemlich entfernt. Sie sind jung weißlich-cremefarben und haben später einen schmutzigen rosa Ton. Das Sporenpulver ist weiß. Der elastische bis knorpelige Stiel ist 1–2 cm lang und 0,1–0,2 cm breit. Er ist meist relativ kurz und oft mehr oder weniger gekrümmt, das Innere ist voll. Die Spitze ist weißlich, zur Basis hin wird der Stiel dunkler fleischbräunlich bis rotbraun und ist schwach weißlich beflockt. Das zähe Fleisch ist sehr dünn und ohne auffälligen Geruch. Es schmeckt unauffällig mild bis bitter-moderig.

### Mikroskopische Merkmale
Die länglichen Sporen sind 8–11 µm lang und 2,5–4 µm breit. An einem Ende sind sie oft mehr oder weniger zugespitzt. Die Zystiden und Haare der Huthaut sind ausgesackt (diverticulat) oder bürstenförmig.

## Artabgrenzung
Der häufige Ästchen-Zwergschwindling ist besonders durch sein rasiges Wachstum gekennzeichnet. Andere Schwindlinge können sehr ähnlich aussehen. Der häufige Aderblättrige Schwindling (Marasmius epiphyllus) hat etwa die gleiche Größe und wächst auf abgestorbenen Pflanzenteilen (Blattstiele oder Kräuterstängel). Er ist an seinen viel entfernteren, meist nur als flache Adern ausgebildeten Lamellen zu erkennen. Ebenfalls nur aderig reduzierte Lamellen hat der Genabelte Schleierhelmling (Delicatula integrella). Es ist ein kleines, rein weißes Pilzchen, das in größeren Gruppen auf bemoosten Baumstümpfen vorkommt. Seine Sporen sind im Gegensatz zum Ästchen-Zwergschwindling aber amyloid. Ebenfalls ähnlich ist der Weiße Zwergschwindling (Marasmiellus candidus). Er wird etwas größer und besitzt einen unregelmäßig gerunzelten und oft etwas deformierten Hut. Seine Lamellen stehen weit auseinander und sind queradrig verbunden. Die Sporen sind etwas größer (11–15 × 4–6 µm.) Die Art ist in Deutschland selten und kommt häufiger im atlantischen Klimabereich vor.

## Ökologie und Phänologie
Die Fruchtkörper erscheinen von Juni bis Oktober in Regenperioden meist in größeren Gruppen an abgestorbenen Laubholz- oder Nadelholzästchen. Teilweise bildet der Ästchen-Zwergschwindling dichte Rasen aus. Der überall häufige Pilz ist in allen Biotopen zu finden und hat ein extrem breites Substratspektrum.

## Verbreitung

Europäische Länder mit Fundnachweisen des Ästchen-Zwergschwindling.
Legende:
grün = Länder mit Fundmeldungen
cremeweiß = Länder ohne Nachweise
hellgrau = keine Daten
dunkelgrau = außereuropäische Länder.

Der Ästchen-Zwergschwindling kommt in Nordamerika (Mexiko, USA), Asien (Georgien, Ostsibirien, Nordkorea, Südkorea), Nordafrika (Marokko) und Europa vor.
In Europa ist er meridional bis temperat verbreitet. Er wurde in Süd- und Südostwesteuropa (Spanien, Korsika, Italien, Mazedonien, Bulgarien, Rumänien, Ukraine) nachgewiesen. In Westeuropa kommt er in Frankreich, den Beneluxstaaten und in Großbritannien und Irland vor. Außerdem ist er in ganz Mitteleuropa und in Osteuropa (Weißrussland) verbreitet. Im Norden findet man ihn in Estland und dem südlichen und mittleren Fennoskandinavien. In Norwegen reicht sein Verbreitungsgebiet bis zum 65., in Schweden bis zum 63. und in Finnland bis zum 60. Breitengrad.

## Bedeutung
Der Ästchen-Zwergschwindling ist kein Speisepilz.